# Rosemarie Schutz
Rosemarie Schutz, później Asch (ur. 15 listopada 1930 w Montrealu) – kanadyjska narciarka alpejska, uczestniczka zimowych igrzysk olimpijskich 1952 rozgrywanych w Oslo.

## Osiągnięcia

### Igrzyska olimpijskie
| Miejsce | Dzień     | Rok  | Miejscowość | Konkurencja   | Czas biegu  | Strata    | Zwyciężczyni         |
| ------- | --------- | ---- | ----------- | ------------- | ----------- | --------- | -------------------- |
| 23.     | 14 lutego | 1952 | Oslo        | Slalom gigant | 2:19.7 min. | + 12.9 s. | Andrea Mead-Lawrence |
| 14.     | 17 lutego | 1952 | Oslo        | Zjazd         | 1:54.6 min. | + 7.8 s.  | Trude Jochum-Beiser  |
| 37.     | 20 lutego | 1952 | Oslo        | Slalom        | 3:08.9 min. | + 58.3 s. | Andrea Mead-Lawrence |